# Ligarmukti
Ligarmukti is een bestuurslaag in het regentschap Bogor van de provincie West-Java, Indonesië. Ligarmukti telt 2762 inwoners (volkstelling 2010).